# 俄羅斯外交
俄羅斯聯邦外交部是俄羅斯政府的政策部門，指導其與其他國家、其公民和外國組織的互動，本文介紹了自1991年底蘇聯解體以來俄羅斯聯邦的外交政策，除烏克蘭外，俄羅斯也與喬治亞、不丹、密克羅尼西亞聯邦或所羅門群島沒有外交關係。
俄羅斯的外交政策辯論顯示了三個敵對流派之間的衝突：大西洋主義者，尋求與美國和整個西方世界建立更密切的關係；帝國主義者尋求恢復過去十年失去的半霸權地位；和新斯拉夫派，推動俄羅斯在自己的文化領域內的孤立，雖然大西洋主義是安德烈·科濟列夫領導下的新俄羅斯聯邦最初幾年的主導意識形態，但它因未能捍衛俄羅斯在前蘇聯的主導地位而受到攻擊，1996年葉夫根尼·普里馬科夫晉升為外交部長，標誌著更民族主義的外交政策的開始。
另一個主要趨勢是歐亞主義，這是20世紀初出現的一個學派。歐亞主義者聲稱俄羅斯是由斯拉夫文化、突厥文化和亞洲文化組成的，並將自由主義等同於以歐洲為中心的帝國主義。歐亞主義最早的理論家之一是俄羅斯歷史學家尼古拉·特魯別茨柯伊，他譴責親歐的沙皇彼得一世，並主張俄羅斯擁抱亞洲的“成吉思汗遺產”，建立一個跨大陸的歐亞國家。蘇聯解體後，歐亞主義透過哲學家亞歷山大·杜金的著作獲得了公眾的關注，並成為弗拉基米爾·普丁政府的官方意識形態政策。
普丁的總統任期從2000年1月持續到2008年5月，又從2012年5月到現在，在普丁的領導下，俄羅斯捲入了幾起引人注目的衝突，包括與鄰國烏克蘭的衝突，他承認頓內茨克和盧甘斯克在這個國家的獨立性。特別是與美國的關係在2001年至2022年間急劇惡化，這在很大程度上是由於美國干預中東和與俄羅斯聯邦接壤的國家。自2014年俄羅斯從烏克蘭吞併克里米亞以來，與歐盟的關係惡化。
2022年2月24日，俄羅斯對烏克蘭發動入侵，引發歐盟、英國、美國、加拿大、日本等國實施大規模經濟和政治制裁。俄羅斯政府現在有一份特定的“不友好國家名單”，其中列出了目前與其關係緊張（或不存在）的國家。儘管自入侵烏克蘭以來與西方世界的關係不斷惡化，但俄羅斯仍與多數國家保持特定關係，例如印度、中國、白俄羅斯、越南（在最近與弗拉基米爾·普丁的會晤中)、伊朗、古巴、委內瑞拉、尼加拉瓜、敘利亞、北韓、緬甸、厄立特里亞、馬利、辛巴威、中非共和國、布吉納法索、巴勒斯坦、蒲隆地、伊拉克和尼日，俄羅斯也得到葉門最高政治委員會的大力支持。